# Dead Rising
Cet article concerne la série de jeux vidéo. Pour le premier jeu vidéo de la série, voir Dead Rising (jeu vidéo).
Dead Rising est une série de jeux vidéo créée par Keiji Inafune. Elle a été développée, à l'origine, par Capcom, jusqu'à ce que Capcom Vancouver reprenne le développement de la franchise. Au 31 décembre 2019, la série s'est vendue à 13 millions d'unités dans le monde.

## Jeux
| Titre                         | Année | Plates-formes                                                       |
| ----------------------------- | ----- | ------------------------------------------------------------------- |
| Dead Rising                   | 2006  | Xbox 360, Microsoft Windows, PlayStation 4, Xbox One, Wii           |
| Dead Rising 2                 | 2010  | Xbox 360, Microsoft Windows, PlayStation 4, Xbox One, PlayStation 3 |
| Dead Rising Mobile            | 2010  | iOS                                                                 |
| Dead Rising 2: Off the Record | 2011  | Microsoft Windows, PlayStation 3, Xbox 360, PlayStation 4, Xbox One |
| Dead Rising 3                 | 2013  | Windows, Xbox One                                                   |
| Dead Rising 4                 | 2016  | Windows, PlayStation 4, Xbox One                                    |

## Films
Deux films ont été adaptés de la licence : Dead Rising en 2015 et Dead Rising: Endgame en 2016.